# Pachycara gymninium
Pachycara gymninium es una especie de pez de la familia de los Zoarcidae en el orden de los perciformes.

## Morfología
Los machos pueden llegar a alcanzar los 42,2 cm de longitud total.

## Hábitat
Es un pez de mar y de aguas profundas que vive entre 1.829-3.225 m de profundidad.

## Distribución geográfica
Se encuentra en la Columbia Británica (el Canadá ).

## Observaciones
Es inofensivo para los humanos. 